# Aligot ullblanc
L'aligot ullblanc (Butastur teesa) és una espècie d'ocell de la família dels accipítrids (Accipitridae). Habita boscos oberts i terres de conreu de l'Àsia meridional al sud-est de l'Iran, Afganistan, el Pakistan, l'Índia, sud del Tibet i la major part de Myanmar. El seu estat de conservació es considera de risc mínim.